# كأس هولندا السياحية 1989
كأس هولندا السياحية 1989 هو سباق دراجات نارية أقيم بتاريخ 24 يونيو 1989 في حلبة أسن تي تي. كان الجولة التاسعة من أصل 15 في سباق الجائزة الكبرى للدراجات النارية موسم 1989. فاز الأمريكي وين ريني بفئة 500 سي سي بينما جاء الأمريكي إدي لوسون في المركز الثاني وحصل على المركز الثالث الفرنسي كريستيان سارون.

## وصلات خارجية
- الموقع الرسمي